# メタルヒーローシリーズ
メタルヒーローシリーズは、東映制作の特撮ヒーローアクションドラマシリーズ。

## 概要
本シリーズは、1982年放送の『宇宙刑事ギャバン』に端を発し、その後1998年まで連年にわたって制作された、特定の原作を持たないオリジナルの特撮テレビドラマ群であり、後述の通り放送時間帯の変更こそあるものの、一貫してテレビ朝日系列にて放送された。「メタルヒーロー」の名称は、主人公がおおむね光沢のある金属質のボディを持った連続する作品群であることから、ファンから便宜的に呼称されたのが始まりであり、後に制作サイドもこの名称を用いるようになった。当初は作品名と同じ名前を持つ主人公単独のヒーロー物であったが、『特警ウインスペクター』以降は集団ヒーロー物となり、『ビーロボカブタック』と『テツワン探偵ロボタック』はコミカルな要素が強い作風になっている。主人公の多くが警察などの公的組織に所属しており、職業として活動を行っている場合が多い。
公式には前出の『ギャバン』から、シリーズ最終作に当たる『テツワン探偵ロボタック』（1998年）までの17作品が、メタルヒーローとして扱われている。その一方で『ビーファイターカブト』までとは作風が異なる、『ビーロボカブタック』および『テツワン探偵ロボタック』をメタルヒーローに含まないという見解も存在する。
放送当時は明確なシリーズものとしてはアナウンスされていなかったため、シリーズとして扱っていない書籍も多い。また、一部の作品のヒーローは金属質ではないボディを持っており、その1つである『世界忍者戦ジライヤ』は過去にバンダイから販売されたメタルヒーローの総集編ビデオにも収録されないなど、一時期はメタルヒーローとして扱われていなかった。
シリーズ初期の数年間は、ウルトラシリーズ（円谷プロダクション）や仮面ライダーシリーズ（東映）など有力な特撮作品が休止されていた時期とも重なっている。また、それら旧来の特撮作品や継続中だったスーパー戦隊シリーズ、そして本作品とほぼ同時期に新設された東映不思議コメディーシリーズ（共に東映）とは差別化されたヒーロー像や番組のスタイルを構築していた。そういった背景もあって一時期は多くのファンを獲得し、日本の特撮ヒーロー番組を代表するシリーズの1つとなった。テレビシリーズとしてのレギュラー放送は終了して久しいものの、21世紀に入ってからもスーパー戦隊シリーズや仮面ライダーシリーズとのクロスオーバー作品、それに単独作品の映画が新規に制作されていることもあり、知名度は今も衰えていない。

## 世界観
前述のようにシリーズ全体に共通する要素は少ないが、その一方でいくつかの作品では世界観の共有も見られる（以下例）。
「宇宙刑事シリーズ」（『宇宙刑事ギャバン』『宇宙刑事シャリバン』『宇宙刑事シャイダー』）
別作品の主人公がゲスト出演する他、大山小次郎・星野月子・コム長官など共通するキャラクターが登場。
「レスキューポリスシリーズ」（『特警ウインスペクター』『特救指令ソルブレイン』『特捜エクシードラフト』）
別作品の主人公がゲスト出演する他、正木俊介など共通するキャラクターが登場。『特捜エクシードラフト』は当初、前2作と別の世界観で制作されていた。
「ビーファイターシリーズ」（『重甲ビーファイター』『ビーファイターカブト』）
別作品の主人公がゲスト出演する他、老師グルなど共通するキャラクターが登場。
世界観の共有こそ明言されていないものの、シリーズ中の異なる作品の登場人物が競演することもある（以下例）。
『世界忍者戦ジライヤ』と『機動刑事ジバン』
『機動刑事ジバン』31話に『世界忍者戦ジライヤ』のレギュラーキャラクター・山地学が登場する。
『特捜ロボ ジャンパーソン』と『ブルースワット』と『重甲ビーファイター』
『重甲ビーファイター』の最終回特番（52話と最終話）にて、3作品の主人公たちが競演する。
「ビーファイターシリーズ」と『ビーロボカブタック』
『ビーロボカブタック クリスマス大決戦!!』で人形が実体化する形で「ビーファイターシリーズ」の主人公が登場。
『ビーロボカブタック』と『テツワン探偵ロボタック』
『テツワン探偵ロボタック&カブタック 不思議の国の大冒険』でカブタックとロボタックが共演。ただし、テレビシリーズとは異なるパラレルワールドを舞台とした作品。
またシリーズ終了後、主に「宇宙刑事シリーズ」がスーパー戦隊シリーズとのクロスオーバーを頻繁に行っている（以下例）。
『海賊戦隊ゴーカイジャーVS宇宙刑事ギャバン THE MOVIE』
本シリーズの30周年記念を兼ねる形で、初代の宇宙刑事ギャバンが、スーパー戦隊シリーズ第35作『海賊戦隊ゴーカイジャー』と共演。『宇宙刑事ギャバン THE NOVEL』でも存在が語られている。
『特命戦隊ゴーバスターズ』
スーパー戦隊シリーズ第36作。テレビシリーズ第31・32話で2代目ギャバンと共演したほか、「テレビマガジン」（同年10月号付録DVD）では初代ギャバンと共演。
『仮面ライダー×スーパー戦隊×宇宙刑事 スーパーヒーロー大戦Z』
2代目ギャバンを始めとするメタルヒーローが、スーパー戦隊シリーズ第37作『獣電戦隊キョウリュウジャー』や、平成仮面ライダーシリーズ第14作『仮面ライダーウィザード』など、複数の戦隊や仮面ライダーと共演。また作中ではゴーカイジャーが一部メタルヒーローに変身するシーンもある。
『手裏剣戦隊ニンニンジャー』
スーパー戦隊シリーズ39作。テレビシリーズ第34話にて、『世界忍者戦ジライヤ』の主人公ジライヤこと山地闘破が登場。
『スペース・スクワッド』
宇宙刑事シリーズと『特捜戦隊デカレンジャー』『宇宙戦隊キュウレンジャー』とのクロスオーバー作品。その他のメタルヒーローシリーズからのキャラクターも登場。

## テレビシリーズ
|    | 作品名                  | 放送期間（放映日）            | 話数   |
| -- | ----------------------- | ----------------------------- | ------ |
| 1  | 宇宙刑事ギャバン        | 1982年3月5日 - 1983年2月25日  | 全44話 |
| 2  | 宇宙刑事シャリバン      | 1983年3月4日 - 1984年2月24日  | 全51話 |
| 3  | 宇宙刑事シャイダー      | 1984年3月2日 - 1985年3月8日   | 全49話 |
| 4  | 巨獣特捜ジャスピオン    | 1985年3月15日 - 1986年3月24日 | 全46話 |
| 5  | 時空戦士スピルバン      | 1986年4月7日 - 1987年3月9日   | 全44話 |
| 6  | 超人機メタルダー        | 1987年3月16日 - 1988年1月17日 | 全39話 |
| 7  | 世界忍者戦ジライヤ      | 1988年1月24日 - 1989年1月22日 | 全50話 |
| 8  | 機動刑事ジバン          | 1989年1月29日 - 1990年1月28日 | 全52話 |
| 9  | 特警ウインスペクター    | 1990年2月4日 - 1991年1月13日  | 全49話 |
| 10 | 特救指令ソルブレイン    | 1991年1月20日 - 1992年1月26日 | 全53話 |
| 11 | 特捜エクシードラフト    | 1992年2月2日 - 1993年1月24日  | 全49話 |
| 12 | 特捜ロボ ジャンパーソン | 1993年1月31日 - 1994年1月23日 | 全50話 |
| 13 | ブルースワット          | 1994年1月30日 - 1995年1月29日 | 全51話 |
| 14 | 重甲ビーファイター      | 1995年2月5日 - 1996年2月25日  | 全53話 |
| 15 | ビーファイターカブト    | 1996年3月3日 - 1997年2月16日  | 全50話 |
| 16 | ビーロボカブタック      | 1997年2月23日 - 1998年3月1日  | 全52話 |
| 17 | テツワン探偵ロボタック  | 1998年3月8日 - 1999年1月24日  | 全45話 |

## 放送時間
当初は毎週金曜19時台後半のゴールデン枠に放映されていたが、シリーズ第4作である『巨獣特捜ジャスピオン』以降複数回にわたって放送時間枠が変更され、シリーズ第8作の『機動刑事ジバン』の放送期間中に日曜8時台前半の時間帯に落ち着いた。
翌週に特別番組などが割り込む場合、ゴールデン枠放送時代のキー局および同時ネット地域では、次回予告ではなくその特別番組の番宣を流し、特別番組放送時に次回予告を流している。日曜朝に移動後および遅れネット地域では割り込みがあっても、基本的にはそのまま次回予告を流している。
日曜朝に移動する時期前後、一部地域ではローカル番組編成のため遅れネットとなったり、未放送になったりする局も発生していた（詳細）。また関西地区の朝日放送では日曜朝に移動後の『世界忍者戦ジライヤ』以降、全国高校野球選手権大会中継の影響で、年1 - 2話分が未放映のままになるという状況が発生しており、本シリーズ終了後も1999年度まで続いた。

### 放送時間帯の変遷
- 1982年3月5日（ギャバン第1話・通算第1回） - 1985年12月27日（ジャスピオン第34話・通算第177回）…毎週金曜19:30 - 20:00
- 1986年1月6日（ジャスピオン第35話・通算第178回） - 1987年9月14日（メタルダー第24話・通算第257回）…毎週月曜19:00 - 19:30
- 1987年10月4日（メタルダー第25話・通算第258回） - 1989年3月26日（ジバン第9話・通算第331回）…毎週日曜9:30 - 10:00
- 1989年4月2日（ジバン第10話・通算第332回） - 1999年1月24日（ロボタック最終話・通算第824回）…毎週日曜8:00 - 8:30

## ネットしていた局
系列は放送当時のもの。
| 放送対象地域   | 放送局             | 系列                                         | 備考                                                                                    |
| -------------- | ------------------ | -------------------------------------------- | --------------------------------------------------------------------------------------- |
| 関東広域圏     | テレビ朝日         | テレビ朝日系列                               | 制作局                                                                                  |
| 北海道         | 北海道テレビ       | テレビ朝日系列                               |                                                                                         |
| 青森県         | 青森放送           | 日本テレビ系列 テレビ朝日系列                | 『巨獣特捜ジャスピオン』第35話からシリーズ放送開始 1991年9月まで                        |
| 青森県         | 青森朝日放送       | テレビ朝日系列                               | 1991年10月開局から                                                                      |
| 岩手県         | IBC岩手放送        | TBS系列                                      | 1996年3月まで                                                                           |
| 岩手県         | 岩手朝日テレビ     | テレビ朝日系列                               | 1996年10月開局から                                                                      |
| 宮城県         | 東日本放送         | テレビ朝日系列                               |                                                                                         |
| 秋田県         | 秋田放送           | 日本テレビ系列                               | 1992年9月まで                                                                           |
| 秋田県         | 秋田朝日放送       | テレビ朝日系列                               | 1992年10月開局から                                                                      |
| 山形県         | 山形放送           | 日本テレビ系列 テレビ朝日系列                | 1993年3月30日まで（『ジャンパーソン』まで） 火曜17時28分から遅れネット                  |
| 山形県         | 山形テレビ         | テレビ朝日系列                               | 1993年4月2日から 金曜17:00 - 17:30に遅れネット                                          |
| 福島県         | 福島放送           | テレビ朝日系列                               |                                                                                         |
| 山梨県         | テレビ山梨         | TBS系列                                      |                                                                                         |
| 新潟県         | 新潟総合テレビ     | フジテレビ系列 テレビ朝日系列                | 1983年9月27日（『シャリバン』）まで 火曜16:55 - 17:25に遅れネット 現・NST新潟総合テレビ |
| 新潟県         | 新潟テレビ21       | テレビ朝日系列                               | 1983年10月開局から                                                                      |
| 長野県         | テレビ信州         | テレビ朝日系列 日本テレビ系列                | 1991年3月まで                                                                           |
| 長野県         | 長野朝日放送       | テレビ朝日系列                               | 1991年4月開局から                                                                       |
| 静岡県         | 静岡朝日テレビ     | テレビ朝日系列                               | 1993年9月までは『静岡けんみんテレビ』                                                   |
| 中京広域圏     | 名古屋テレビ       | テレビ朝日系列                               | 現：メ〜テレ                                                                            |
| 富山県         | 北日本放送         | 日本テレビ系列                               | 『ギャバン』のみ放送                                                                    |
| 富山県         | チューリップテレビ | TBS系列                                      | 1997年から                                                                              |
| 石川県         | 北陸放送           | TBS系列                                      | 1985年9月25日まで                                                                       |
| 石川県         | 石川テレビ         | フジテレビ系列                               | 1985年10月23日から1991年9月まで                                                         |
| 石川県         | 北陸朝日放送       | テレビ朝日系列                               | 1991年10月開局から                                                                      |
| 福井県         | 福井放送           | 日本テレビ系列 テレビ朝日系列                | 1989年3月までは日本テレビ系単独加盟局                                                   |
| 近畿広域圏     | 朝日放送           | テレビ朝日系列                               | 現・朝日放送テレビ                                                                      |
| 鳥取県・島根県 | 山陰放送           | TBS系列                                      |                                                                                         |
| 広島県         | 広島ホームテレビ   | テレビ朝日系列                               | [ 注釈 14 ]                                                                             |
| 山口県         | テレビ山口         | TBS系列 フジテレビ系列                       | 1985年3月まで                                                                           |
| 山口県         | 山口放送           | 日本テレビ系列 テレビ朝日系列                | 1985年4月から1993年9月まで                                                              |
| 山口県         | 山口朝日放送       | テレビ朝日系列                               | 1993年10月開局から                                                                      |
| 徳島県         | 四国放送           | 日本テレビ系列                               |                                                                                         |
| 岡山県・香川県 | 瀬戸内海放送       | テレビ朝日系列                               |                                                                                         |
| 愛媛県         | 愛媛放送           | フジテレビ系列                               | 現:テレビ愛媛 1995年3月まで                                                             |
| 愛媛県         | 愛媛朝日テレビ     | テレビ朝日系列                               | 1995年4月開局から                                                                       |
| 高知県         | 高知放送           | 日本テレビ系列                               | 1984年3月まで                                                                           |
| 高知県         | テレビ高知         | TBS系列                                      | 1984年4月から                                                                           |
| 福岡県         | 九州朝日放送       | テレビ朝日系列                               |                                                                                         |
| 長崎県         | 長崎放送           | TBS系列                                      | 『メタルダー』『ジライヤ』のみ放送                                                      |
| 長崎県         | 長崎文化放送       | テレビ朝日系列                               | 1990年4月開局から                                                                       |
| 熊本県         | テレビくまもと     | フジテレビ系列 テレビ朝日系列                | 1989年9月まで                                                                           |
| 熊本県         | 熊本朝日放送       | テレビ朝日系列                               | 1989年10月開局から                                                                      |
| 大分県         | テレビ大分         | 日本テレビ系列 フジテレビ系列 テレビ朝日系列 | 1993年9月まで                                                                           |
| 大分県         | 大分朝日放送       | テレビ朝日系列                               | 1993年10月開局から                                                                      |
| 宮崎県         | テレビ宮崎         | フジテレビ系列 日本テレビ系列 テレビ朝日系列 | 『ギャバン』『シャリバン』のみ放送                                                      |
| 鹿児島県       | 鹿児島放送         | テレビ朝日系列                               | 1982年10月開局から                                                                      |
| 沖縄県         | 沖縄テレビ         | フジテレビ系列                               | 1987年3月打ち切り                                                                       |
| 沖縄県         | 琉球朝日放送       | テレビ朝日系列                               | 1995年10月開局から                                                                      |

## シリーズ関連作品

### テレビスペシャル
いずれも特別編ではあるが、当時のレギュラー枠での放送である。
- 宇宙刑事スペシャル 3人の宇宙刑事 ギャバン シャリバン シャイダー大集合!!
- 重甲ビーファイター 第52話・第53話 - ブルースワット、ジャンパーソン、ビーファイターが共演する特別編
- 手裏剣戦隊ニンニンジャー 第34話 - ジライヤがゲスト出演

### 劇場版
いずれの作品も、2007年12月7日に発売された「東映特撮ヒーロー THE MOVIE BOX」に収録されている。メタルダーとビーファイターについても、テレビシリーズのDVD（いずれも最終巻）の映像特典に収録されている。シャイダーの劇場版2作については、テレビシリーズのDVDでは未収録とされており、同BOXにて初収録となった。

#### 東映まんがまつり枠
- 宇宙刑事シャイダー（1984年7月14日公開）
- 宇宙刑事シャイダー 追跡!! しぎしぎ誘拐団（1984年12月22日公開）
- 超人機メタルダー（1987年7月18日公開）
- 機動刑事ジバン（1989年7月15日公開）

#### イベント用3D映画作品
- 東映ヒーロー大集合（1994年公開）『ブルースワット』、『ジャンパーソン』の新規映像と『スーパー戦隊ワールド』の流用映像。

#### 東映スーパーヒーローフェア枠
- 特捜ロボ ジャンパーソン 母よ永遠に!愛と炎の電脳手術室（1993年4月17日公開）
- ブルースワット キック・オフ!ニュー・ヒーロー（1994年4月16日公開）テレビシリーズ第1話、第2話再編集版
- 重甲ビーファイター（1995年4月15日公開）

#### シリーズ終了後の映画作品
- 海賊戦隊ゴーカイジャーVS宇宙刑事ギャバン THE MOVIE（2012年1月21日公開、スーパー戦隊祭）
- 宇宙刑事ギャバン THE MOVIE（2012年10月20日公開）
- 仮面ライダー×スーパー戦隊×宇宙刑事 スーパーヒーロー大戦Z（2013年4月27日公開）

#### ネットムービー
- ネット版 仮面ライダー×スーパー戦隊×宇宙刑事 スーパーヒーロー大戦乙!〜Heroo!知恵袋〜あなたのお悩み解決します!（2013年4月12日 - 4月26日、Web配信。全10話）

### ビデオ作品
- ビーロボカブタック クリスマス大決戦!!（1998年3月21日発売）ブルービート&BFカブトがゲスト出演
- テツワン探偵ロボタック&カブタック 不思議の国の大冒険（1999年3月21日発売）[注釈 17]
- 宇宙刑事シャリバン NEXT GENERATION（2014年10月10日発売、Vシネマ）
- 宇宙刑事シャイダー NEXT GENERATION（2014年11月7日発売、Vシネマ）
- スペース・スクワッド ギャバンVSデカレンジャー（2017年6月上映&Blu-ray単品版劇場限定発売、同年7月19日一般発売、Vシネマ）
- ガールズ・イン・トラブル スペース・スクワッド EPISODE ZERO（2017年6月上映&Blu-ray単品版劇場限定発売、同年8月9日一般発売、Vシネマ）

### 海外作品
海外リメイクとして放映された。
- バーチャル戦士トゥルーパーズ - メタルダー（シャイダー）、スピルバン出演
- ビートルボーグ - ビーファイター出演
- パワーレンジャー フォーエバー・レッド - ブラックビート他が敵としてゲスト出演。

### ゲーム

#### LSI電子ゲーム
- ポケットクラブP-1ミニ ウインスペクター 出動!三戦士
- ポケットクラブP-1ミニ 特救指令ソルブレイン いそげ!ソルブレイン
- ポケットクラブP-1ミニ 特捜エクシードラフト 戦え!ドラフトレッダー
- ポケットクラブP-1ミニ 特捜ロボジャンパーソン 爆裂!ジャンデジック
- ポケットクラブP-1ミニ ブルースワット 怒りのディクテイター

#### テレビゲーム
特に表記していないものはバンダイナムコエンターテインメント（旧バンダイレーベルと旧バンプレストレーベル）の発売である。
- SDヒーロー総決戦 倒せ!悪の軍団（ファミリーコンピュータ、1990年7月7日発売）- シャイダー、メタルダー、ジバン登場。
- 特救指令ソルブレイン（ファミリーコンピュータ、1991年10月26日発売、エンジェル）
- 楽しく遊んで能力アップ!! たのしい幼稚園 (Piko, 1994年11月15日発売) - ブルースワット登場。
- 超合金セレクション（プレイディア、1995年10月20日発売 発売はバンダイ）
  - データベースソフト。本シリーズからはギャバンとジャスピオンの玩具と当時のCMを収録（シャリバン.シャイダー.スピルバン.メタルダーは未収録）。
- ビーファイターカブト (Piko, 1996年5月15日発売)
- ビーロボカブタック (Piko, 1997年7月10日発売)
- AZITO2（PlayStation、1998年10月15日発売）
- スーパーヒーロー作戦（PlayStation、1999年1月28日発売） - ギャバン、シャリバン、シャイダー、メタルダー登場。
- クイズキャラおけドン!東映特撮ヒーローPART1（PlayStation、1999年7月15日発売） - 東映制作の特撮ヒーロー（スーパー戦隊シリーズや一部の作品を除く）をベースにしたクイズゲーム。本シリーズからは『メタルダー』と『ジライヤ』を収録。
  - クイズキャラおけドン!東映特撮ヒーローPART2（PlayStation、1999年10月21日発売） - クイズゲーム続編。本シリーズからは上記2作品の収録済みを除く『ギャバン』〜『スピルバン』、『ジバン』〜『ロボタック』を収録。
- アジト3（PlayStation、2000年2月17日発売）
- スーパーヒーロー作戦 ダイダルの野望（PlayStation、2000年11月22日発売）
- スーパー特撮大戦2001（PlayStation、2001年9月6日発売）
- 宇宙刑事魂（PlayStation 2、2006年5月25日発売）
  - お宝映像モードに『ギャバン』を除く上記未収録だった『シャリバン』と『シャイダー』の玩具CMを収録。

#### ソーシャルゲーム
- 宇宙刑事リターンズ（2012年配信 GREE、開発元:スタイラジー）

#### トレーディングカードゲーム
- 宇宙刑事列伝（本商品のみカードダスマスターズ）
- スーパーヒーロー戦線 スクランブルデュエル
- レンジャーズストライク

#### パチスロ
- パチスロ宇宙刑事ギャバン（銀座）

### 漫画作品
- 宇宙刑事ギャバン - のなかみのる
  - 宇宙刑事シャリバン - のなかみのる
  - 宇宙刑事シャイダー - のなかみのる
  - 巨獣特捜ジャスピオン - のなかみのる
  - ブルースワット - のなかみのる
- 重甲ビーファイター - Moo.念平
  - ビーファイターカブト - Moo.念平
- 宇宙刑事ギャバン 黒き英雄 - 脚本 小林雄次、構成・演出 藤沢とおる、作画 太田正樹

### 小説
- 宇宙刑事シャイダー 挑戦者時空を越えて（アドベンチャーヒーローブックス）
- 宇宙刑事ギャバン THE NOVEL - 小林雄次

### その他
- 宇宙刑事ギャバン伝説（テレビマガジン2012年11月号付録）

## 映像ソフト化
メタルヒーロー生誕20周年を記念し、2002年より本シリーズのDVDが不定期にリリースされている。DVD化されているのは『宇宙刑事ギャバン』〜『ビーファイターカブト』である。
- 上記のDVDのうち、『宇宙刑事ギャバン』〜『超人機メタルダー』はレンタルDVDがリリースされている。
- 『超人機メタルダー』は当初DVD-BOXのみの発売だったが、後に単巻としても発売された。
- リリースは原則として作品順ではあるが『時空戦士スピルバン』の次に『重甲ビーファイター』『ビーファイターカブト』、『機動刑事ジバン』の次に『特捜ロボ ジャンパーソン』がリリースされるなど例外もある。

メタルヒーロー生誕35周年を記念し、2017年に『宇宙刑事ギャバン』のBlu-ray BOXが発売。
本シリーズのOP/ED映像は、DVD「東映TV特撮主題歌大全集」に収録されている。本シリーズからはVol.2に『宇宙刑事ギャバン』と『宇宙刑事シャリバン』、Vol.3に『宇宙刑事シャイダー』から『特救指令ソルブレイン』、Vol.4に『特捜エクシードラフト』から『テツワン探偵ロボタック』が収録されている。特典映像のOP/EDバリエーションは、『シャイダー』49話（特別編）のOP、EDの他、『ビーファイターカブト』から『ロボタック』の最終話のEDが収録されている。また当初は、『シャリバン』の9話以降のOP別バージョンも予定だったが未収録となっている。

## オリジナルサウンドトラック
全作品とも放送中にサウンドトラックアルバムが発売されているが、『ビーファイターカブト』以外は収録時間の都合上、いずれも未収録曲が存在した。『重甲ビーファイター』の放送期間中には、『東映メタルヒーロー バトルミュージックコレクション』（全4巻）の発売が開始され、その当時までに放送された作品のうち『メタルダー』『ジライヤ』を除く各作品の未収録曲がフォローされたが、こちらでも完全な補完には至っていない。
1988年、2枚組LP『復活! 栄光の東映ヒーロー』がVol.2まで発売され、1992年にCD化。1996年に2枚組CDとしてVol.3 - Vol.5が発売され、『ビーファイター』までの主題歌・挿入歌が収録された。Vol.3までは劇伴曲（各作品のサウンドトラック・アルバムに未収録だったものも含む）も一部収録されている。
21世紀に入ると、コロムビアのキャラクターアルバムレーベルである「ANIMEX1200シリーズ」の一環として、2004年から2005年にかけて『ギャバン』から『エクシードラフト』、2015年に『ジャンパーソン』から『ロボタック』までの音楽集がそれぞれ再発売されている。
また、メタルヒーロー20周年を迎えた2002年12月には、『宇宙刑事ギャバン ベストヒット曲集&オリジナルサウンドトラック』が新たに発売され、2006年10月にも『シャリバン』『シャイダー』のサウンドトラックCDの発売とともに再発売された。翌年に入ってからも、『メタルダー』（2月発売）や「レスキューポリスシリーズ」各作品（4月発売）と、本シリーズ関連のサウンドトラックCDが相次いで新規に発売され、中には『メタルダー』などのように、放送当時のサウンドトラックアルバムには未収録の楽曲も網羅する形で商品化されたものもあった。またこれらのアルバムのうち、『ギャバン』では「ベストヒット曲集」、『シャリバン』では「デジタルトリップ 宇宙刑事シャリバンシンセサイザーファンタジー」、そして『シャイダー』では「宇宙刑事グラフィティ 総集編」といった、放送当時に発売された音盤の楽曲もそれぞれ完全復刻の上で収録している。
2024年7月には、前出の2000年代にリリースされたサウンドトラックCD各種に加え、『ギャバン THE MOVIE』のサウンドトラックCD、そして『東映メタルヒーロー 主題歌カラオケコレクション』（1995年 - 1996年、全2巻）といった、本シリーズ関連のCD収録曲のストリーミング配信が解禁され、SpotifyやITunes Storeといった音楽系の各種サービスにて配信が開始された。

## CS放送・ネット配信
本シリーズは、再放送やネット配信は基本的に省略。
- 2019年現在、東映チャンネルにて「メタルヒーロータイム」枠で放送している。
- 映像アプリの「東映特撮ファンクラブ」では、シリーズ全作品を配信している。
- インターネットの映像配信サイトである「東映特撮YouTubeOfficial」にて昭和作品と平成作品を配信している。

YouTube以外で本シリーズを配信している。
- 東映特撮ニコニコおふぃしゃる
- バンダイチャンネル
- Amazon Prime Video
  - マイ★ヒーローズ

## 備考
- 第1作目『宇宙刑事ギャバン』の変身コール「蒸着」は実在する加工技術である。金属をプラスチックなどの表面に定着させるもので、スーツ作成時の技術がそのまま変身コールになったとされ、まさしくメタルヒーローを的確に表す用語である。続く『シャリバン』の「赤射」、『シャイダー』の「焼結」も関連用語である。スーツが送られてきて変身するという描写は、『光速エスパー』や『スペクトルマン』でも一足早く行われていた。
- シリーズの特徴の1つ「レーザーブレード」を映像表現する際、いくつかある撮影法の1つとして「蛍光灯を使用した立ち回り」がある。文字通り「点灯させた蛍光灯を光の剣に見立てて振り回す」というもので、当然つばぜり合いどころか何かにぶつけただけでも割れてしまうため、振り回すヒーロー側の演者と受ける怪人側の演者、双方の連携が必要とされる。『懐かしのヒーロー ウルトラマン特撮99の謎』では「さすがはJACだ、普通の人がまねをしたら確実に割れてしまう」と評されていた[12]。立ち回り以外にも、グラビア撮影やスチール写真でも蛍光灯レーザーブレードが使用されることがあり、スーパー戦隊シリーズでも『超電子バイオマン』のスチール（光るバイオソード大剣タイプ）などに使用されたことがある。
- アイキャッチ映像は、宇宙刑事シリーズはイラスト、『ジャスピオン』の第1話から第3話まで、『ビーファイターカブト』から『ロボタック』までは実写、『ジャスピオン』の第4話以降から『ジバン』までは、画面下に直線がインサートされた後に画面右下に番組ロゴを表示[注釈 19][注釈 20]、『ウインスペクター』は実写とエンブレムロゴ、『ソルブレイン』（英語表記）から『ブルースワット』まではエンブレムロゴとなる[注釈 21]。アイキャッチ音楽では『ギャバン』から『ジャスピオン』までの途中、『ロボタック』はアイキャッチ用音楽を使用。それ以外の作品は、アイキャッチ音楽が存在しないBGMや効果音のものが多い。
- スーパー戦隊シリーズ30作記念として発売されたカードゲーム『レンジャーズストライク』に、ユーザーからの要望によって2008年より本シリーズが「スペシャルメタルエディション」（通称「メタル」）として参戦した。当初はスーパー戦隊や、2007年より参戦していた仮面ライダーとは異なり特別編としての発売であったが、2009年以降は「クロスギャザー」シリーズとして統合された。
- 本シリーズの特撮監督は『宇宙刑事ギャバン』から『特捜ロボ ジャンパーソン』までを矢島信男が、『ブルースワット』以降の作品を尾上克郎がそれぞれ担当している。例外として、『世界忍者戦ジライヤ』のみ特撮監督に相当するポジションとして武芸考証が置かれており、戸隠流忍術三十四代目継承者で同作品の出演者でもある初見良昭がこれを務めた。
- 本シリーズの効果音は基本的に大泉音映が手がけており、『ギャバン』から『ジャスピオン』までは阿部作二、『メタルダー』以降の作品は大野義彦がそれぞれ担当している。例外として『スピルバン』のみ、フィズサウンドクリエイションによる効果音が使用された。

## 歴代プロデューサー
- 東映
  - 吉川進（初代／ギャバン - ジバン）
  - 折田至（同上）
  - 堀長文（二代目／ジバン - ビーファイター）
  - 日笠淳（三代目／ビーファイター - ロボタック）
- テレビ朝日
  - 碓氷夕焼（初代／ギャバン - メタルダー）
  - 小関明（メタルダー）
  - 宇都宮恭三（メタルダー - エクシードラフト）
  - 梶淳（ソルブレイン - BFカブト）
  - 岩本太郎（BFカブト）
  - 上田めぐみ（BFカブト - ロボタック）

## スポンサー（歴代含む）
- バンダイナムコグループ
  - バンダイ（1983年 - 1998年。1982年のシリーズ黎明期より終了まで一貫して登板。）
  - ポピー（1982年）
  - バンプレスト（1997年のビーロボカブタックのみ。関連グッズの製作を手がけていた。同社制作のゲーム「コンパチヒーローシリーズ」などにもキャラが登場するも、「ウルトラ」「ライダー」両シリーズと比較すると使用頻度は圧倒的に少ない。）
  - セイカノート（1985年 - 1997年）
- ショウワノート（1982年 - 1984年、1998年）
- 丸大食品（1985年 - 1998年。巨獣特捜ジャスピオン以降の子ども向けソーセージなどのキャラクター商品が発売された。）
- 東映ビデオ
- 日本コロムビア
- 講談社
- 小学館（1983年、1990年 - 1998年）
- 徳間書店
- アキレス（1985年 - 1994年）
- アサヒコーポレーション（1995年 - 1998年）
- 東宝東和（1983年、1986年）
- 味覚糖（不明）
- ロッテ（1982年 - 1985年）
- サッポロ一番（1984年 - 1994年）
- 日本ケロッグ（1985年 - 1998年）
- ナガサキヤ（1988年 - 1998年）
- フルタ製菓（1994年 - 1998年）
- イトーキ（1985年、1990年）
- ロート製薬（1986年、1989年、1991年、1993年）
- 小泉産業（1993年 - 1997年）
- モリリン（1991年 - 1998年）
- サントリー（1992年 - 1993年）
- チロルチョコ（1994年 - 1998年）
- アート引越センター（1985年の巨獣特捜ジャスピオンのみ）
- ハドソン（1986年の時空戦士スピルバンのみ）
- 不二家（1988年の世界忍者戦ジライヤのみ）
- おやつカンパニー（1993年の特捜ロボ ジャンパーソンのみ）
- キングレコード（1994年のブルースワットのみ）
- タケダ・フード（1994年のブルースワットのみ）
- 小森樹脂（弁当箱など食器系メーカー）
- コネックス（1995年10月 - 1996年3月。スポンサーとしてはバンダイと同等扱いとされ、週によっては筆頭としてクレジットされていた。）
- マクドナルド（1997年 - 1998年）

## 雑誌掲載
いずれも子供向け誌
- テレビマガジン（1982年3月号 - 1999年2月号）
- おともだち（1982年3月号 - 1999年2月号、1990年以降はノンクレジット）
- たのしい幼稚園（1982年3月号 - 1999年2月号）
- テレビランド（1982年2月号 - 1997年2月号）
- 冒険王（1982年3月号 - 1983年4月号）→TVアニメマガジン（同年5月号 - 1984年3月号）
- てれびくん（1983年3月号 - 1984年3月号、1990年2月号 - 1999年2月号）
- 小学館学習雑誌（1983年、1995年 - 1998年）
  - 幼稚園（1995年3月号 - 1999年2月号）